# Convoi QP 3
Le convoi QP 3 est le nom de code d'un convoi allié durant la Seconde Guerre mondiale. Il fait partie d'une série de convois destinés à ramener les navires alliés des ports soviétiques du nord vers les ports britanniques. Les Alliés cherchaient à ravitailler l'URSS qui combattait leur ennemi commun, le Troisième Reich. Les convois de l'Arctique, organisés de 1941 à 1945, avaient pour destination le port d'Arkhangelsk, l'été, et Mourmansk, l'hiver, via l'Islande et l'océan Arctique, effectuant un voyage périlleux dans des eaux parmi les plus hostiles du monde.
Il part de Arkhangelsk en URSS le 27 novembre 1941 à destination de Kirkwall en Ecosse. Il accoste à Seyðisfjörður en Islande et atteint sa destination finale de manière dispersé du 9 au 13 décembre 1941.

## Composition du convoi
Ce convoi est constitué de 10 cargos  dont
- Royaume-Uni : Empire Baffin, Harpalion, Hartlebury, Orient City, Queen City, Temple Arch (présents dans le convoi PQ 2)
- Union soviétique : Kuzbass
- Union soviétique : remorqueur Arcos

| Nom                  | Nationalité      | Tonnage (GRT) | Notes                                                    |
| -------------------- | ---------------- | ------------- | -------------------------------------------------------- |
| Andre Marti (1918)   | Union Soviétique | 2 352         | Arrivé à Kirkwall le 9 décembre                          |
| Arcos (1918)         | Union Soviétique | 2 343         | Remorqueur - retourne à Mourmansk avec le Kuzbass        |
| Empire Baffin (1941) | Royaume-Uni      | 6 978         | Arrivé à Kirkwall le 13 décembre                         |
| Harpalion (1932)     | Royaume-Uni      | 5 486         | Arrivé à Kirkwall le 13 décembre                         |
| Hartlebury (1934)    | Royaume-Uni      | 5 082         | Arrivé à Kirkwall le 13 décembre                         |
| Kuzbass (1914)       | Union Soviétique | 3 109         | Retourne à Mourmansk avec le remorqueur Arcos            |
| Orient City (1940)   | Royaume-Uni      | 5 095         | Navire Commodore - Arrivé à Kirkwall le 13 décembre      |
| Queen City (1924)    | Royaume-Uni      | 4 814         | Arrivé à Kirkwall le 13 décembre                         |
| Revolutsioner (1936) | Union Soviétique | 2 900         | Arrivé à Kirkwall le 9 décembre                          |
| Temple Arch (1935)   | Royaume-Uni      | 5 138         | Navire Vice-Commodore - Arrivé à Kirkwall le 13 décembre |

## L'escorte
L'escorte varie au cours de la traversée. Une escorte principale reste tout au long du voyage.
| Nom                | Nationalité | Type                       | Notes                   |
| ------------------ | ----------- | -------------------------- | ----------------------- |
| HMS Bedouin (F67)  | Royal Navy  | Destroyer                  | Escorte 28 Oct - 2 Dec  |
| HMS Bramble (J11)  | Royal Navy  | Dragueur de mines          | Escorte 27 Oct - 28 Oct |
| HMS Gossamer (J63) | Royal Navy  | Dragueur de mines          | Escorte 27 Oct - 10 Dec |
| HMS Hamlet (T167)  | Royal Navy  | Chalutier anti-sous-marins | Escorte 3 Oct - 17 Oct  |
| HMS Hussar (J82)   | Royal Navy  | Dragueur de mines          | Escorte 27 Oct - 12 Dec |
| HMS Intrepid (D10) | Royal Navy  | Destroyer                  | Escorte 28 Oct - 2 Dec  |
| HMS Kenya (14)     | Royal Navy  | Croiseur léger             | Escorte 29 Oct - 3 Dec  |
| HMS Macbeth (T138) | Royal Navy  | Chalutier anti-sous-marins | Escorte 9 Dec - 12 Dec  |
| HMS Seagull (J85)  | Royal Navy  | Dragueur de mines          | Escorte 9 Dec - 12 Dec  |
| HMS Speedy (J17)   | Royal Navy  | Dragueur de mines          | Escorte 27 Oct - 28 Oct |

## Le voyage
L'escorte principale reste jusqu'au 7 décembre 1941. Le navire russe Kuzbass et le remorqueur Arcos s'égarent et sont retrouvés par le brise glace soviétique Lütke qui les ramènent en Russie. Ils arrivent le 26 décembre 1941 à Mourmansk.
Le reste du convoi arrive à destination.